# Cité de Derry
La cité de Derry (Derry City en anglais et Cathair Dhoire en gaélique d’Irlande), officiellement appelée Derry (Doire en gaélique d’Irlande), est un ancien district de gouvernement local d’Irlande-du-Nord.
Créé en octobre 1973 sous le nom de « cité de Londonderry » et connu sous ce nom jusqu’en 1984, il fusionne avec le district de Strabane en mars 2015 pour créer un autre district de gouvernement local, Derry and Strabane.

## Géographie
Le district est situé dans le comté de Londonderry.

## Histoire
Un district de gouvernement local (local government district en anglais) du nom de Londonderry est créé le 17 juillet 1972 par le Local Government (Boundaries) Order (Northern Ireland) du 20 juin 1972. La charte de la corporation du borough de comté de Londonderry s’applique automatiquement au district de Londonderry, qui, ayant le statut de cité, est connu sous le nom de « cité de Londonderry » (Londonderry City), au 1er octobre 1973, au moment de l’entrée en vigueur des institutions du district au sens du Local Government Act (Northern Ireland) du 23 mars 1972.
À la demande du conseil de cité (application), la cité de Londonderry devient la cité de Derry par un décret du département de l’Environnement du 11 avril 1984 avec effet au 7 mai suivant.
La majeure partie des territoires de la cité de Derry et du district de Strabane sont réunis par le Local Government (Boundaries) Act (Northern Ireland) du 23 mai 2008. La cité résultant de la fusion des anciens districts, Derry and Strabane, est créée à compter du 1er avril 2015 par le Local Government (Boundaries) Order (Northern Ireland) du 30 novembre 2012.

## Administration

### Conseil
Le Derry City Council, littéralement, le « conseil de la cité de Derry », est l’assemblée délibérante de la cité de Derry, composée de 27 (1973-1985), puis de 30 membres (1985-2015), appelés les conseillers (councillors).
Un maire (mayor) et un vice-maire (deputy mayor) sont élus parmi les conseillers à l’occasion de chaque réunion générale annuelle du conseil de la cité.

### Circonscriptions électorales
Le district de gouvernement local est divisé en autant de sections électorales (wards en anglais) que de conseillers. Celles-ci sont distribuées par zone électorale de district (district electoral area).
| Zone                           | 1973-1985,                                                             | 1985-1993                                                                           | 1993-2015                                                                             |
| ------------------------------ | ---------------------------------------------------------------------- | ----------------------------------------------------------------------------------- | ------------------------------------------------------------------------------------- |
| Première zone et ses sections  | A (6 sièges)                                                           | Cityside (6 sièges)                                                                 | Cityside (5 sièges)                                                                   |
| Première zone et ses sections  | - Banagher - Claudy - Eglinton - Enagh - Faughan - Prehen              | - Beechwood - Brandywell - Creggan Central - Creggan South - St. Peter’s - Westland | - Beechwood - Brandywell - Creggan Central - Creggan South - Westland                 |
| Deuxième zone et ses sections  | B (5 sièges)                                                           | Northland (6 sièges)                                                                | Northland (7 sièges)                                                                  |
| Deuxième zone et ses sections  | - Altnagelvin - Caw - Clondermot - Ebrington - Victoria                | - Crevagh and Springtown - The Diamond - Glen - Pennyburn - Rosemount - Strand      | - Crevagh - The Diamond - Foyle Springs - Pennyburn - Rosemount - Springtown - Strand |
| Troisième zone et ses sections | C (5 sièges)                                                           | Rural (7 sièges)                                                                    | Rural (6 sièges)                                                                      |
| Troisième zone et ses sections | - Beechwood - Creggan Central - Creggan South - Crevagh - Westland     | - Banagher - Claudy - Corrody - Eglinton - Enagh - Faughan - News Buildings         | - Banagher - Claudy - Eglinton - Enagh - Holly Mount - News Buildings                 |
| Quatrième zone et ses sections | D (5 sièges)                                                           | Shantallow (5 sièges)                                                               | Shantallow (5 sièges)                                                                 |
| Quatrième zone et ses sections | - Brandywell - The Diamond - Riverside - St. Columb’s Wells - Waterloo | - Ballynashallog - Carn Hill - Culmore - Shantallow East - Shantallow West          | - Ballynashallog - Carn Hill - Culmore - Shantallow East - Shantallow West            |
| Cinquième zone et ses sections | E (6 sièges)                                                           | Waterside (6 sièges)                                                                | Waterside (7 sièges)                                                                  |
| Cinquième zone et ses sections | - Culmore - Pennyburn - Rosemount - Shantallow - Springtown - Strand   | - Altnagelvin - Caw - Clondermot - Ebrington - Lisnagelvin - Victoria               | - Altnagelvin - Caw - Clondermot - Ebrington - Kifennan - Lisnagelvin - Victoria      |